# Guy Roberty
Pour les articles homonymes, voir Roberty.
Guy Édouard Roberty est un botaniste et explorateur français, né le 17 août 1907 à Marseille et mort le 7 février 1971 à  Saint-Félicien, en Ardèche, surtout connu pour ses travaux sur la végétation d'Afrique tropicale occidentale.

## Biographie

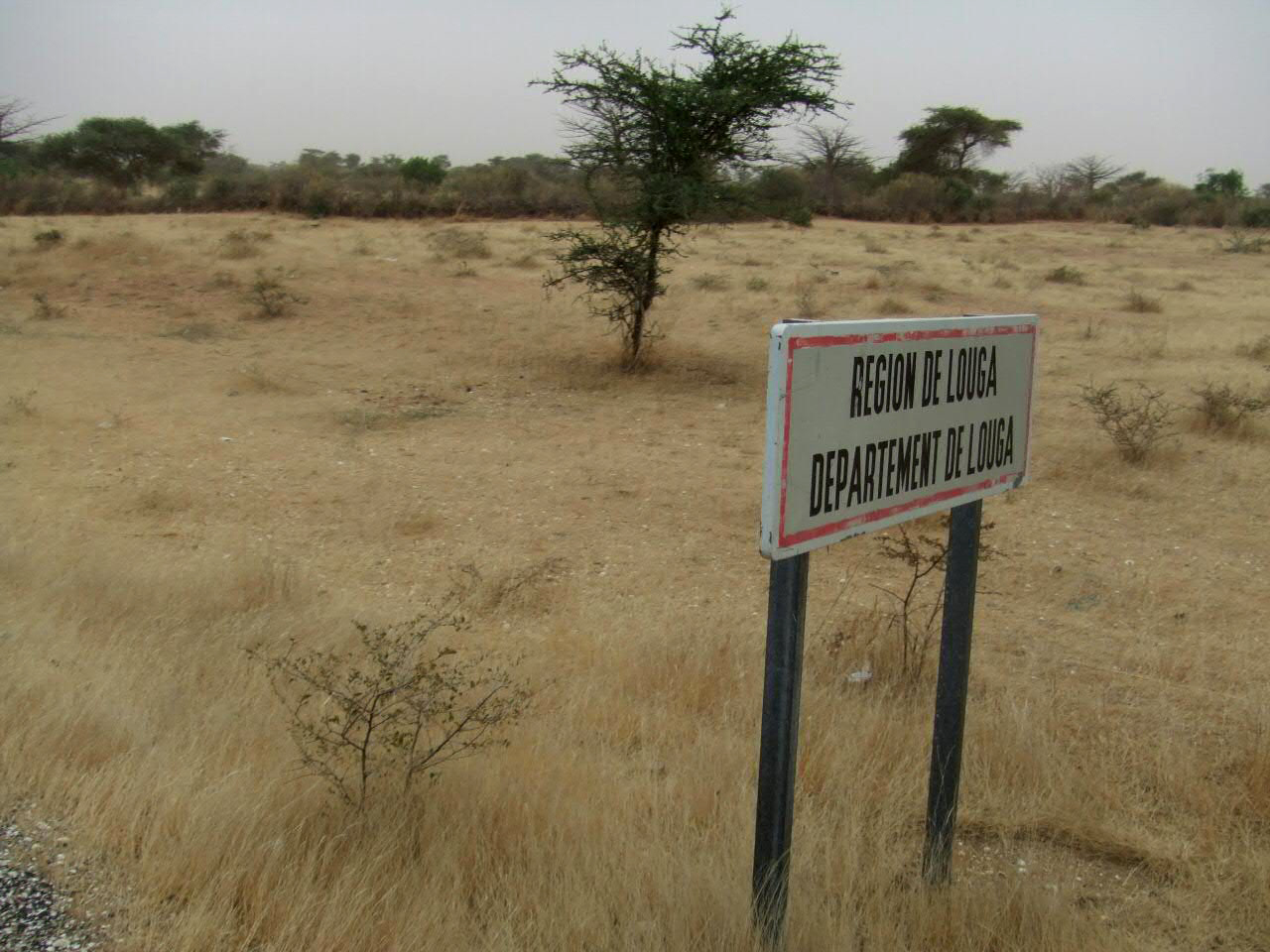
Louga
Paysage typique
du terrain exploré par Roberty

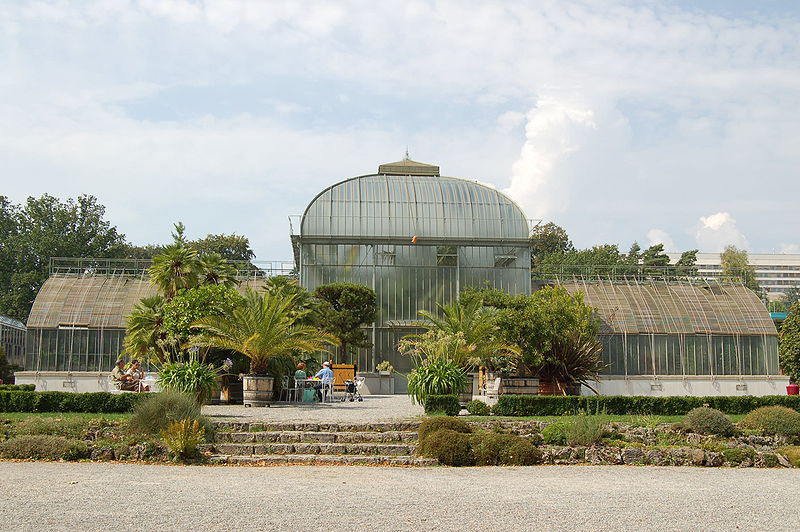
La grande serre
du Jardin botanique de Genève

De 1933 à 1939, Guy Roberty travaille comme ingénieur agricole pour l'Office du Niger, au jardin botanique de Soninkoura, à quelques kilomètres de Ségou (Mali). Il y réunit une collection de huit cents espèces de plantes, dont cinq cents indigènes, caractéristiques des divers écosystèmes d'Afrique occidentale, tant forestières que fruitières, tant alimentaires que médicinales ou ornementales,.
Sous la direction de Georges Hochreutiner à l’université de Genève, il obtient son doctorat en sciences naturelles en 1940, avec une Contribution à l'étude phytogéographique de l'Afrique-Occidentale française.
Pendant plus de vingt ans, de 1934 à 1955, Roberty ne cesse de retourner sur le terrain. Entre autres travaux, il poursuit des recherches sur les Cotonniers cultivés, de la systématique desquels il propose une révision complète, aussitôt vivement critiquée,. En 1947 et 1948, c'est de près de deux mille six cents plantes rapportées d'Afrique-Occidentale française qu'il dote l'herbier du Conservatoire botanique de Genève.
Devenu directeur de recherche à l’Office de la recherche scientifique et technique outre-mer (Orstom), il continue de consacrer l'essentiel de ses travaux au recensement et à l’étude de la végétation d'Afrique tropicale occidentale. Il contribue à la connaissance de nombreuses familles botaniques, notamment des Andropogonées, plantes très recherchées par le bétail et utiles à divers usages. Il identifie ou il classe plus de cinq cents espèces nouvelles. Entre autres nombreuses publications, on lui doit une Petite Flore de l'Ouest africain (1954) et une Carte de la végétation de l'Afrique tropicale occidentale (1964).

## Publications

### Volumes
- 1942 : « Contribution à l'étude phytogéographique de l'Afrique occidentale française », thèse présentée à la Faculté des sciences de l'Université de Genève, Genève, Société genevoise d'éditions et impressions.
- 1946 : Les Associations végétales de la vallée moyenne du Niger, Berne, Hans Huber, coll. « Veröffentlichungen des Geobotanischen Instituts Rübel in Zürich » (no 22), 168 p. (lire en ligne).
- 1954 : Petite flore de l'Ouest africain  (préf. Raoul Combes), Paris, Orstom et Larose, 442 p. (lire en ligne)[11].
- 1958 : « Titres et travaux scientifiques de Guy Roberty », France.
- 1960 : Monographie systématique des Andropogonées du globe, Genève et Paris, Conservatoire et Jardin botaniques de Genève et Orstom, coll. « Boissiera » (no 9), 455 p. (lire en ligne)[12].
- 1964 : Les Genres de Polygonacées [suivi de] Les Genres de Convolvulacées (esquisse, avec Simone Vautier), Genève et Paris, Conservatoire et Jardin botaniques de Genève et Orstom, coll. « Boissiera » (no 10) (ISBN 2-827-70025-5).

### Cartographie
- 1951-1957 : Carte de la végétation de l'Afrique-Occidentale française au 1/200 000e, Paris, Orstom
  - « Feuille de Thiès », avec Henri Gaussen et Jean Trochain, 1951 [télécharger (page consultée le 13 février 2020)].
  - « Feuille de Bouaké », 1953 [télécharger (page consultée le 13 février 2020)].
  - « Feuille de Louga », avec Jean Trochain, 1956 [télécharger (page consultée le 13 février 2020)].
  - « Feuille de Diafarabé », 1957 [télécharger (page consultée le 13 février 2020)].
- 1964 : Carte de la végétation de l'Afrique tropicale occidentale à l'échelle de 1/1 000 000, et documents annexes en 3 vol., Orstom, Paris.

### Quelques articles

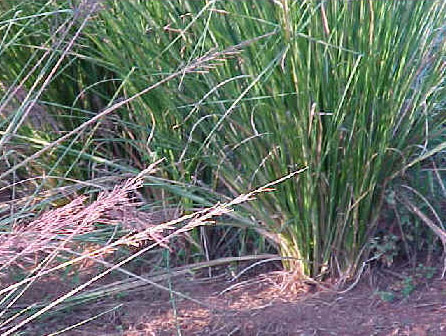
Chrysopogon zizanioides
(L.) Roberty, 1960

- 1933 : « Les Importations de plantes médicinales » (rapport fait à la Conférence du commerce colonial (18-20 mai 1933)), Pontoise, impr. Desableaux, 12 p. (BNF 31227156).
- 1933 : « Notes au sujet de l'Alfa et de quelques plantes affines », Actes et comptes rendus de l'Association colonies-sciences, nos 91-97,‎ 1933 (OCLC 799692095).
- 1935 : « Probabilités et sélection », A. c. r. Assoc. col.-sc., vol. 9, p. 161-166.
- 1938 : « Hypothèse sur l'origine et les migrations des Cotonniers cultivés et notes sur les Cotonniers sauvages », Candollea, vol. 7,‎ 1938, p. 297-360 (ISSN 0373-2967).
- 1942-1950 : « Gossypiorum revisionis tentamen », Candollea, vol. 9, 10, 13 et 14,‎ 1942-1950.
- 1946 : « Proposition sur la nomenclature des groupements systématiques de rang inférieur à l'espèce », Candollea, vol. 10,‎ 1946, p. 293-344 (lire en ligne).
- 1947 : « Des règles de la logique à celles de l'évolution », Gesnerus, nos 3-4,‎ 1947, p. 146-150 (lire en ligne).
- 1948 : « Les Représentants ouest-africains du genre Acacia dans les herbiers genevois », Candollea, vol. 11,‎ juin 1948, p. 113-174 (lire en ligne).
- 1949 : « Variation de longueur dans les poils d'une même graine de coton », Coton et fibres tropicales, vol. 4, no 1,‎ 1949, p. 25-32.
- 1949 : « Nomenclature et taxonomie des quelques Cotonniers anormaux », Cot. et fibres trop., vol. 4, no 3,  p. 88-93.
- 1949 : « Le Principe de Carnot-Clausius et la Spécification des groupements végétaux », Actes de la Société helvétique des sciences naturelles, Lausanne,‎ 1949, p. 156-157 (résumé).
- 1951 : « Les Déterminations infraspécifiques », Bulletin de la Société botanique de France, vol. 98, nos 7-9,‎ 1951, p. 228-230 (lire en ligne).
- 1952 : « Les Combretum ouest-africains (notes complémentaires) », Bull. Soc. bot. Fr., vol. 99, no suppl. 1,‎ 1952, p. 16-30 (lire en ligne).
- 1952 : « Genera Convolvulacearum », Candollea, vol. 14,‎ 1952, p. 11-65 (lire en ligne).
- 1952 : « Tables pour la détermination des subdivisions infraspécifiques dans les trois grandes espèces de Cotonniers cultivés », Cot. et fibres trop., vol. 7, no 2,‎ 1952, p. 253-262.
- 1953 : « Proposition sur la nomenclature des groupements systématiques de rang supérieur à l'espèce », Annales du musée colonial de Marseille, Marseille, faculté des sciences / musée colonial, 7e série, vol. 1, no 2,‎ 1953, p. 5-75 (lire en ligne).
- 1953 : « Espacement des épillets chez deux Éleusinées en Basse Côte d'Ivoire », Notes africaines, no 59,‎ juillet 1953.
- 1953-1955 : « Notes sur la flore de l'Ouest-africain », Bulletin de l'Institut français d'Afrique Noire, vol. 15, no 4, 1953, p. 1396-1431 ; vol. 16, sér. A, no 1, p. 49-71, no 2, p. 321-323, no 3, p. 774-795, no 4, p. 998-1021, 1954, et vol. 17, sér. A, no 1, p. 12-79, 1955 [lire en ligne].
- 1961 : « Les Andropogonées ouest-africaines », Bulletin de l'Institut français d'Afrique noire, a, vol. 23, no 3,‎ 1961, p. 638-702 (lire en ligne).
- 1967 : « Schémas généraux pour l’analyse des migrations et variations des végétaux phanérogames », dans Comptes rendus du 91e congrès national des sociétés savantes, Rennes, 1966, sciences, vol. 3 (lire en ligne), p. 69-81.
- 1968 : (en) « Logical Analysis and Angiospermic Families », New Phytologist (en), no 67,‎ 1968, p. 349-364 (lire en ligne).
- 1970 : « Définition corrélative des écotypes et des biotopes », dans Comptes rendus du 95e congrès national des sociétés savantes, Reims, 1970, sciences, vol. 3 (lire en ligne), p. 277-283.